# The Drones (gruppo musicale australiano)
I Drones sono un gruppo musicale australiano formatosi nel 1998 a Sydney, successivamente trasferitosi a Melbourne.

## Storia del gruppo
Il gruppo è stato fondato a Sydney nel 1997 dal cantante e chitarrista Gareth Liddiard, unico membro permanente del gruppo. La maggior parte dei membri erano però originari di Perth.
Dopo la pubblicazione di Feelin Kinda Free nel 2016 il gruppo cessa ogni attività, senza formalmente sciogliersi. Nel 2017 Gareth Liddiard, insieme a Fiona Kitschin, bassista dal 2002, fonda i Tropical Fuck Storm.

## Formazione

### Al 2016
- Gareth Liddiard – voce, chitarra ritmica (1997-presente)
- Dan Luscombe – chitarra solista, voce secondaria (2007-presente)
- Fiona Kitschin – basso, voce secondaria (2002-presente)
- Mike Noga – batteria, percussioni, armonica, voce secondaria (2004-presente)
- Steve Hesketh – tastiera, piano (2013-presente)

### Ex componenti
- Rui Pereira – basso (1997-2000), chitarra solista (2000-2007)
- James McCann – chitarra solista (1997-2000)
- Warren Hall – batteria, percussioni (1997-2000)
- Christian Strybosch – batteria, percussioni (2000-2004)
- Brendon Humphries – basso (2000-2002)

## Discografia

### Album in studio
- 2002 – Here Come the Lies
- 2005 – Wait Long by the River and the Bodies of Your Enemies Will Float By
- 2005 – The Miller's Daughter
- 2006 – Gala Mill
- 2008 – Havilah
- 2013 – I See Seaweed
- 2016 - Feelin Kinda Free

### Album dal vivo
- 2007 – Live in Spaceland
- 2008 – Live at the Annandale Hotel 18th
- 2009 – Live at the Hi-Fi

### Demo
- 2001 – The Drones

### EP
- 2008 – The Minotaur

## Videografia

### Album video
- 2007 – Live in Madrid
- 2011 – A Thousand Mistakes Live